# Taphrina johansonii
Taphrina johansonii Sadeb – gatunek grzybów z klasy szpetczaków (Taphrinomycetes). Mikroskopijny grzyb pasożytniczy.

## Systematyka i nazewnictwo
Pozycja w klasyfikacji według Index Fungorum: Taphrina, Taphrinaceae, Taphrinales, Taphrinomycetidae, Taphrinomycetes, Taphrinomycotina, Ascomycota, Fungi.
Po raz pierwszy opisał go w 1891 r. Richard Sadebeck. Synonimy:
- Exoascus johansonii (Sadeb.) Sadeb. 1895
- Lalaria johansonii R.T. Moore 1990[3].

## Charakterystyka
Znane jest występowanie Taphrina johansonii w Ameryce Północnej (USA i Kanada), w niektórych krajach Europy i w Japonii. W Polsce podano kilka stanowisk na topoli osice w latach 1974–1975. Ma dość szeroki zakres żywicieli, ale występuje głównie na topoli osice. Atakuje jej żeńskie kotki powodując powstawanie na nich złocistożółtych narośli. Na porażonych szyszeczkach olch ulegają przerośnięciu niektóre łuski, które przybierają postać czerwonawych, kędzierzowatych języków. Na naroślach i łuskach powstaje biały, błyszczący nalot. Są to gęsto obok siebie ułożone worki z askosporami. Porażone żeńskie kwiaty są bezpłodne.
Taphrina johansonii wraz z Taphrina rhizophora powodują grzybową chorobę roślin o nazwie bezpłodność topoli i olszy. Ze względu na rzadkość występowania jest to choroba o znikomym znaczeniu w leśnictwie.